# Bistum Mondovì
Das Bistum Mondovì (lat. Dioecesis Montis Regalis in Pedemonte o Montis Vici, ital. Diocesi di Mondovì) ist eine in Italien gelegene römisch-katholische Diözese mit Sitz in Mondovì.

## Geschichte
Das Bistum Mondovì wurde am 5. Juni 1388 durch Papst Urban VI. mit der Apostolischen Konstitution Salvator Noster errichtet und dem Erzbistum Mailand als Suffraganbistum unterstellt. Am 29. Oktober 1511 gab das Bistum Mondovì Teile seines Territoriums zur Gründung des Bistums Saluzzo ab. Das Bistum wurde am 21. Mai 1515 dem Erzbistum Turin als Suffraganbistum unterstellt.

## Weblinks

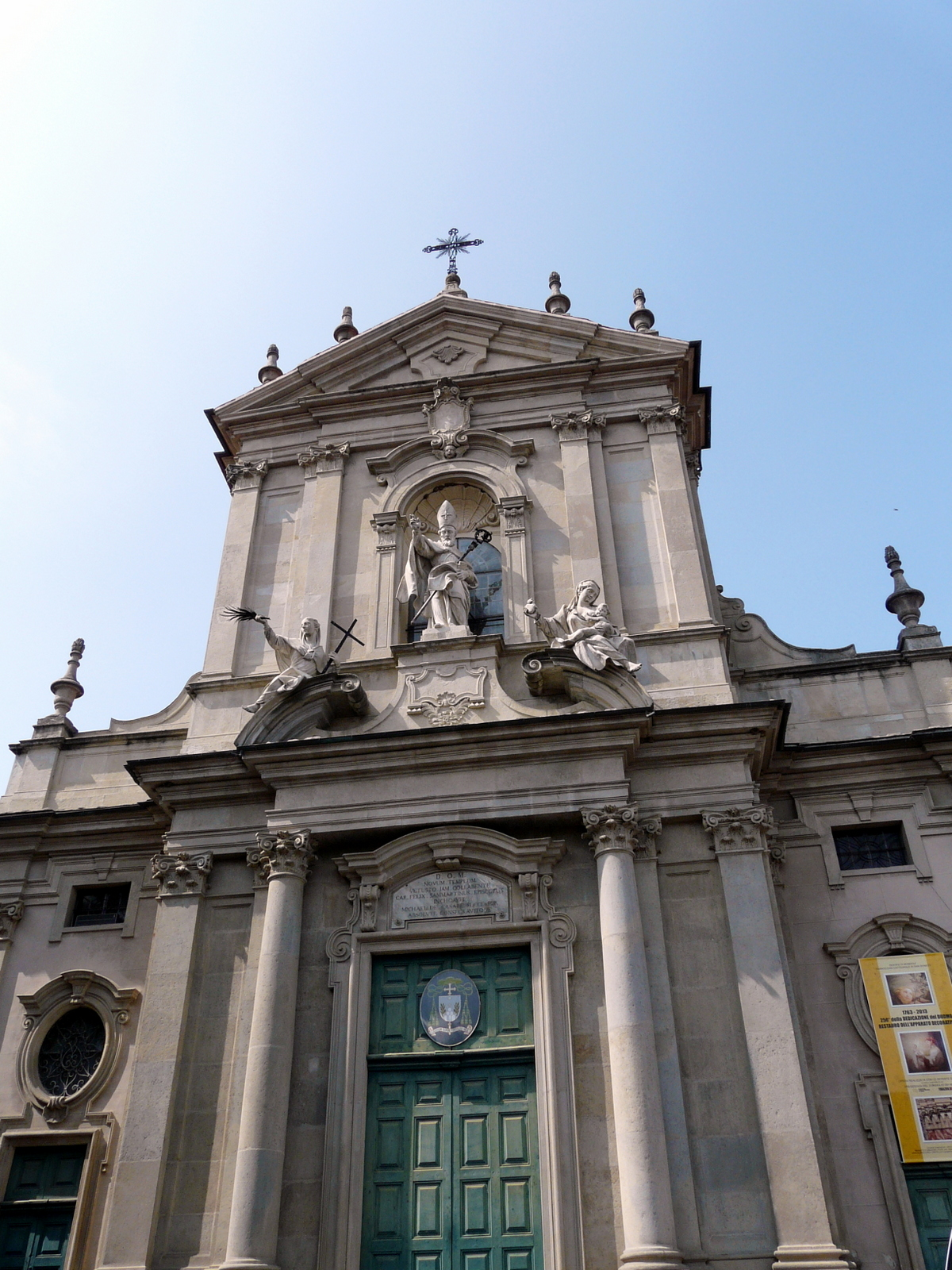
Mondovì, Kathedrale San Donato